# Блида (област)
Блида (на арабски: ولاية البليدة) е област на Алжир. Населението ѝ е 1 002 937 жители (по данни от април 2008 г.), а площта 1696 кв. км. Намира се в часова зона UTC+01. Телефонният ѝ код е +213 (0) 25. Административен център е град Блида.